# Trofeo Montegrappa
Il Trofeo Montegrappa (già Meeting internazionale di volo libero o Meeting di Bassano) è una competizione internazionale di parapendio e di deltaplano a cadenza annuale che si svolge dal 1982 nell'area di Bassano del Grappa, alle pendici del Monte Grappa, tra le province di Vicenza e di Treviso.
La competizione ha luogo nei giorni a cavallo di Pasqua ed è suddivisa in genere in 5 task, l'ultima delle quali si svolge tradizionalmente nel giorno di Pasquetta.
Durante il Trofeo Montegrappa viene allestito un expo (il Testival) legato al volo libero con la presenza di una serie di espositori.
Il Trofeo Montegrappa è la manifestazione che tradizionalmente apre la stagione del volo libero in Europa e, dopo il Campionato del mondo di parapendio e la SuperFinal della Coppa del mondo di parapendio, è la competizione internazionale che garantisce il maggior punteggio ai piloti.
Dal 2023 (la prima edizione era stata programmata per il 2020) il Trofeo è preceduto da un'altra competizione per parapendio, denominata Flory Cup, anch'essa disputata su più task (5 giornate di volo) e che garantisce l'iscrizione a un maggior numero di donne (25 posti) e di piloti under 26 (altri 25 posti) rispetto alle altre competizioni di parapendio.

## Storia
La manifestazione, nata nel 1982 a Bassano del Grappa come Meeting Internazionale di Volo Libero inizialmente per i piloti di deltaplano e dal 1990 di deltaplano e parapendio (successivamente solo di parapendio per la crescente pratica di questo tipo di attività di volo libero) è nota a livello internazionale anche grazie alla fama dell'area di volo (dovuta alle particolari condizioni meteorologiche che consentono lo sviluppo di correnti ascensionali praticamente nell'arco di tutto l'anno) e sono presenti in genere tutti i più forti piloti di volo libero del mondo.
Alla fine degli anni '90 la manifestazione si legò anche al meeting internazionale delle mongolfiere.
L'edizione del 2004 divenne valida anche come tappa della Coppa del mondo di parapendio.
Nel 2006 nasce il primo Trofeo Montegrappa che assume ranking WPRS (World Pilot Ranking System), un sistema di classificazione utilizzato dalla FAI per valutare i piloti di parapendio in base ai loro risultati nelle competizioni riconosciute a livello internazionale. Il WPRS viene utilizzato per stabilire la gerarchia tra i piloti e per qualificarsi a eventi di alto livello, come i Campionati del Mondo.
Con l'edizione del 2009 si sperimentò per la prima volta un sistema software in grado di seguire in diretta i piloti in volo, poi utilizzato per le finali di Coppa del mondo ed oggi nelle principali gare di volo libero.
Nel 2020 (la manifestazione verrà poi annullata per la pandemia di COVID-19) come evento satellite del Trofeo Montegrappa nacque la Flory Cup, evento che poi verrà riproposto a partire dal 2023. Questa competizione precede il Trofeo Montegrappa (tra i due eventi vi è un solo giorno di riposo) e nasce con l'obiettivo di favorire la partecipazione a un maggior numero di donne e di piloti under 26 a una competizione internazionale di parapendio.
Nell'edizione del 2023 sono tornati ad iscriversi, dopo anni di assenza, numerosi piloti di deltaplano (49 sugli 80 posti disponibili) che, con i 150 piloti di parapendio ammessi, hanno visto la partecipazione alla 37ª edizione di 175 atleti (su 49 iscrizioni, 25 piloti di deltaplano confermeranno la loro presenza). Le richieste di partecipazione da parte dei piloti di parapendio furono invece ben 330 mentre l'anno successivo 415, con 9 dei 10 piloti più forti al mondo iscritti. Questa edizione fu però cancellata a causa del perdurare delle piogge durante tutti i giorni di gara (solamente la Flory Cup poté essere disputata, grazie ad una finestra di bel tempo i giorni precedenti il Trofeo). Nel 2025 si decise di limitare a 130 i posti per i piloti di parapendio (la stessa decisione verrà presa dagli organizzatori del Campionato del mondo di parapendio 2025) e a 70 quelli di deltaplano.
Dal 1982 il meeteng si è svolto tutti gli anni tranne in tre occasioni a seguito di problemi organizzativi, inoltre le edizioni 2020 e 2021, già programmate, vennero annullate per la pandemia di COVID-19 e le edizioni 2024 e 2025 vennero invece cancellate entrambe le volte per forte maltempo.

### Take off e atterraggi

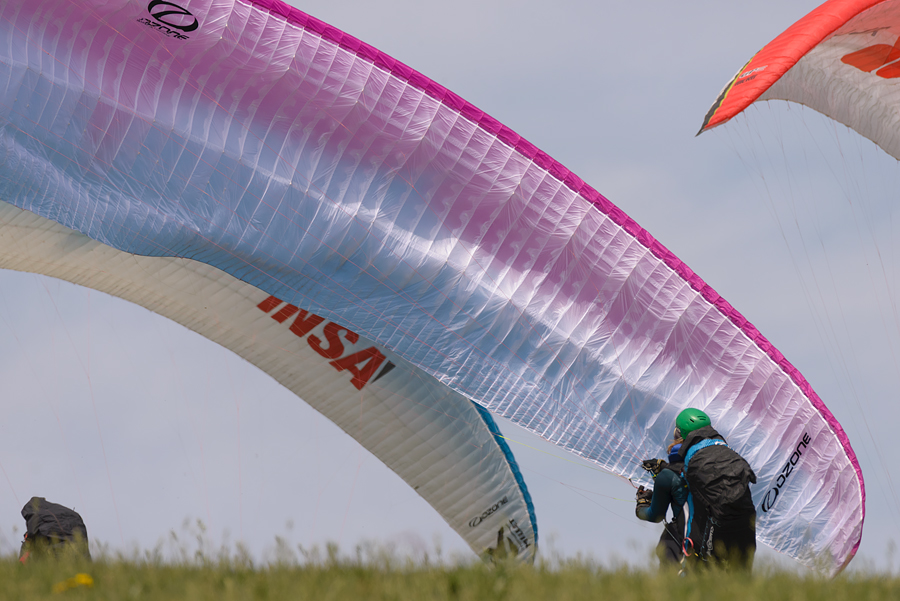
Trofeo Montegrappa 2019: area decollo parapendio di Rubbio, tra i comuni di Lusiana Conco e Bassano del Grappa. Lo stesso takeoff è stato utilizzato per alcune task durante il Campionato del mondo di parapendio 2017 e viene utilizzato anche per la Flory Cup.

I decolli sono in genere localizzati presso l'abitato di Rubbio (sull'altopiano dei Sette Comuni) oppure sul Monte Grappa, mentre l'atteraggio negli anni ha variato sede ma è sempre stato legato ad un paese della pedemontana bassanese (Bassano del Grappa, Marostica, Cassola, Romano d'Ezzelino o Borso del Grappa).
Per la Flory Cup si utilizza sempre il decollo di Rubbio mentre l'atterraggio è previsto nella frazione di Valle San Floriano di Marostica.

## Regolamento
Per ragioni di sicurezza e d'organizzazione la partecipazione era limitata a 150 piloti di parapendio (140 piloti selezionati in base al ranking FAI WPRS al 31 Gennaio; 7 wild card assegnate dall'organizzazione; 3 wild card assegnate dal Team Leader della nazionale italiana e 10 posti riservati alle donne) mentre ad oggi il limite è sceso a 130, ed è suddivisa in genere in 5 task, l'ultima delle quali si svolge nel giorno di Pasquetta. 
La competizione è valida ai fini dell'assegnazione del titolo di campione del “Trofeo Montegrappa”, con minimo una task disputata.
Attualmente vengono redatte le seguenti classifiche:
1. ASSOLUTA: accessibile ai piloti con vela con certificazione EN B – EN C – EN D – EN CCC – o DHV/LTF 2/2-3. In caso di doppia omologazione vale la più restrittiva.
2. SERIAL (con almeno 10 partecipanti): riservata ai piloti con vela con certificazione EN B – EN C – EN D o DHV/LTF 2/2-3. In caso di doppia omologazione vale la più restrittiva.
3. SPORT (con almeno 10 partecipanti): riservata ai piloti con vela con certificazione EN B – EN C o DHV/LTF 2. In caso di doppia omologazione vale la più restrittiva.
4. FEMMINILE (con almeno 5 partecipanti).

## Vincitori
Trofeo Montegrappa
| Edizione | Anno | Piloti | Piloti |
| Edizione | Anno | Parapendio | Deltaplano |
| -------- | ---- | --- | --- |
| 1        | 1982 | -- | 1. Stefano Bricoli 2. Daniele Marzotto |
| 2        | 1983 | -- | ? |
| 3        | 1984 | -- | ? |
| 4        | 1985 | -- | 1. John Pendry 2. Michael Carnet 3. Lucien Malacarne                                                                                                  |
| 5        | 1986 | -- | 1. John Pendry 2. B. Baier 3. Michael Carnet |
| 6        | 1987 | -- | 1. John Pendry 2. Jurgen Seyferle 3. Gerard Thevenot                                                                                                  |
| 7        | 1988 | -- | ? |
| 8        | 1989 | -- | 1. John Pendry 2. Roland Delez 3. Karl Reichegger |
| 9        | 1990 | Prima edizione di parapendio 1. Robbie Witthall 2. Carlo Dalla Rosa 3. Jimmy Pacher | 1. Bruce Goldsmith 2. Darren Arkwright 3. John Pendry                                                                                                 |
| 10       | 1991 | ? | ? |
| 11       | 1992 | ? | ? |
| 12       | 1993 | ? | ? |
| 13       | 1994 | ? | ? |
| 14       | 1995 | ? | ? |
| 15       | 1996 | ? | ? |
| 16       | 1997 | 1. Jimmy Pacher 2. Walter Holzmuller 3. Robbie Whittall | ? |
| 17 ?     | 1998 | Cancellato per maltempo | Cancellato per maltempo |
| 18       | 1999 | 1. Ondrej Dupal 2. Walter Holzmuller 3. Jimmy Pacher Femminile 1. Louise Crandal 2. Silvia Buzzi Ferraris 3. Petra Krausova | 1. Manfred Ruhmer 2. Robert Reisinger 3. Oleg Bondarchuk                                                                                              |
| 19       | 2000 | 1. Jimmy Pacher 2. Ondrej Dupal 3. Luca Donini | 1. Gerolf Heinrichs 2. Robert Reisinger 3. Jobst Beaumer                                                                                              |
| - -      | 2001 | non disputato per problemi organizzativi | non disputato per problemi organizzativi |
| 20       | 2002 | 1. Maurizio Bottegal, 2. Jimmy Pacher, 3. Christian Biasi Femminile 1. P. Krausova 2. Silvia Buzzi Ferraris 3. L. Alfredddsson | Non disputato (?) |
| 21       | 2003 | ? | ? |
| 22       | 2004 | Tappa PWC 1. Christian Maurer (prima vittoria in PWC) 2. Steve Cox 3. Bruce Goldsmith Femminile 1. Petra Krausova 2. Caroll Licini 3. Karin Appenzeller | 1. Manfred Ruhmer (AUT) 2. Robert Reisinger (AUT) 3. Bob Baier (GER)                                                                                  |
| 23       | 2005 | ? | ? |
| 24       | 2006 | 1. Loris Berta (ITA) 2. Christian Biasi (ITA) 3. Egon Prader (ITA) | 1. Robert Reisinger (AUT) 2. Michael Friesenbichler (AUT) 3. Hans Kiefinger (GER)                                                                     |
| 25       | 2007 | 1. Christian Biasi (ITA) 2. Bruce Goldsmith (GBR) 3. Alexander Schalber (AUT) | 1. Robert Reisinger (AUT) 2. Alex Ploner (ITA) 3. Gerolf Heinrichs (AUT)                                                                              |
| 26       | 2008 | 1. Ulrich Prinz (GER) 2. Martin Orlik (CZE) 3. Konrad Görg (GER) | ? |
| 27       | 2009 | Uomini: 1. Ulrich Prinz (GER) 2. Jimmy Pacher (ITA) 3. Alberto Vitale (ITA) Donne: 1. Elisa Houdry (FRA) 2. Caroll Licini (ITA) | Uomini: 1. Manfred Ruhmer (AUT) 2. Gerolf Heinrichs (AUT) 3. Robert Reisinger (AUT) Donne: 1. Corrinna Schwiegershausen (GER) 2. Monique Werner (GER) |
| 28       | 2010 | Uomini: 1. Luc Armant (FRA) 2. Yann Martail (FRA) 3. Luca Donini (ITA) Donne: 1. Katarzyna Gruzlewska (POL) | Uomini: 1. Manfred Ruhmer 2. Robert Reisinger (AUT) 3. Manfred Trimmel Donne: 1. Kathleen Rigg (UK)                                                   |
| 29       | 2011 | Uomini: 1. Luca Donini (ITA) 2. Florian Haller (ITA) 3. Stefan Wyss (SUI) | Uomini: 1. Christian Ciech (ITA) 2. Alex Ploner (ITA) 3. Robert Reisinger (AUT) Donne: 1. Corinna Schwiegershausen (GER)                              |
| 30       | 2012 | 1. Julien Wirtz (FRA) 2. Alexander Schalber (AUT) 3. Ulrich Prinz (GER) | 1. Primoz Gricar (GER) 2. Alex Ploner (ITA) 3. Michael Friesenbichler (AUT)                                                                           |
| 31       | 2013 | 1. Jean-Pierre Philippe (GER) 2. Luigi Grandi (ITA) 3. Aaron Durogati (ITA) | 1. Christian Ciech (ITA) 2. Davide Guiducci (ITA) 3. Selenati Suan (ITA)                                                                              |
| - -      | 2014 | non disputato per problemi organizzativi | non disputato per problemi organizzativi |
| 32       | 2015 | 1. Ulrich Prinz (GER) 2. Jurij Vidic (SLO) 3. Charles Cazaux (FRA) Femminile 1. Seiko Fukuoka Naville 2. Petra Slivova 3. Silvia Buzzi Ferraris | 1. Christian Ciech (ITA) 2. Alex Ploner (ITA) 3. Paolo Rosichetti (ITA)                                                                               |
| 33       | 2016 | ? | ? |
| 34       | 2017 | Overall: 1. Luca Donini (ITA) 2. Christian Biasi (ITA) 3. Aaron Durogati (ITA) Donne: 1. Silvia Buzzi Ferraris (ITA) 2. Laurie Genovese (FRA) 3. Méryl Delferriere (FRA) Sport: 1. Jurij Vidic (SLO) 2. Jonathan Marin (FRA) 3. Krzysztof Schmidt (POL) Serial: 1. Tudor Dorobantu (ROU) 2. Martin Stecher (ITA) 3. Carlo Tagliaro (ITA) | -- |
| - -      | 2018 | non disputato per problemi organizzativi | non disputato per problemi organizzativi |
| 35       | 2019 | Overall: 1. Honorin Hamard (FRA) 2. Ferdinand Vogel (GER) 3. Jurij Vidic (SLO) Donne: 1. Meryl Delferriere (FRA) 2. Yael Margelisch (SUI) 3. Nanda Walliser (SUI) Sport: 1. Youri Pitteloud (SUI) 2. Gianfranco Crestani (ITA) 3. Mirco Cristoforetti (ITA)                                                                              | -- |
| - -      | 2020 | annullato per pandemia COVID 19 | annullato per pandemia COVID 19 |
| - -      | 2021 | annullato per pandemia COVID 19 | annullato per pandemia COVID 19 |
| 36       | 2022 | Overall: 1. Maxime Pinot (FRA) 2. Honorin Hamard (FRA) 3. Luc Armant (FRA) Donne: 1. Seiko Fukuoka (FRA) 2. Yael Margelisch (SUI) 3. Constance Mettetal (FRA) Serial: 1. Honorin Hamard (FRA) 2. Julien Garcia (FRA) 3. Peter Budai (HUN)                                                                                                | -- |
| 37       | 2023 | Overall: 1. Maxime Pinot (FRA) 2. Honorin Hamard (FRA) 3. Julien Wirtz (FRA) Donne: 1. Constance Mettetal (FRA) 2. Julia Jauß (DEU) 3. Celine Lorenz (DEU) Serial: 1. Julien Garcia (FRA) 2. Ivan Haas (FRA) 3. Pawel Chrzaszcz (POL) | Overall: 1. Marco Gröbner (DEU) 2. Robert Kulhanek (CZE) 3. Gordon Rigg (GBR)                                                                         |
| --       | 2024 | Cancellato per maltempo | Cancellato per maltempo |
| --       | 2025 | Cancellato per maltempo | Cancellato per maltempo |

Flory Cup
| Edizione | Anno | Piloti                                                                  | Piloti                                                                         | Piloti                                                               | Piloti                                                                  |
| Edizione | Anno | OVERALL CLASS                                                           | WOMEN                                                                          | JUNIOR (u26)                                                         | SPORTS (en-c)                                                           |
| -------- | ---- | ----------------------------------------------------------------------- | ------------------------------------------------------------------------------ | -------------------------------------------------------------------- | ----------------------------------------------------------------------- |
| --       | 2020 | evento annullato per pandemia COVID 19                                  | evento annullato per pandemia COVID 19                                         | evento annullato per pandemia COVID 19                               | evento annullato per pandemia COVID 19                                  |
| 1        | 2023 | 1. Martin Petz (GER) 2. Michal Gierlach (POL) 3. Christian Maurer (SUI) | 1. Silvia Buzzi Ferraris (ITA) 2. Celine Lorenz (GER) 3. Martina Centa (ITA)   | 1. Tommaso Carlini (ITA) 2. Vit Santrucek (CZK) 3. Tobias Koch (SUI) | 1. Christoph Eder (AUT) 2. Markus Anders (GER) 3. Massimo Morosin (ITA) |
| 2        | 2024 | 1. Maxime Pinot (FRA) 2. Timo Leonetti (FRA) 3. Petr Kostrhun (CZK)     | 1. Daphnee Ieropoli (FRA) 2. Joanna Kocot (POL) 3. Silvia Buzzi Ferraris (ITA) | 1. Timo Leonetti (FRA) 2. Chigwon Won (KOR) 3. Flavio Funiati (FRA)  | 1. Noe Court (SUI) 2. Martina Centa (ITA) 3. Massimo Morosin (ITA)      |
| --       | 2025 | evento cancellato per maltempo                                          | evento cancellato per maltempo                                                 | evento cancellato per maltempo                                       | evento cancellato per maltempo                                          |